# 金華蘭谿戰鬥
金華蘭谿戰鬥發生於1942年5月10日至5月29日，地點則是在中國浙江東部一帶。交戰守方為中華民國國民革命軍，另一方則為日軍。兩方激戰，日軍指揮官酒井直次戰死，不過日軍仍攻陷金華蘭谿據點。